# 7812 Billward
7812 Billward è un asteroide della fascia principale del diametro medio di circa 23,48 km. Scoperto nel 1984, presenta un'orbita caratterizzata da un semiasse maggiore pari a 2,7829620 UA e da un'eccentricità di 0,2292380, inclinata di 16,19925° rispetto all'eclittica.